# Back to Life (альбом Сандры)
Back to Life — девятый студийный альбом немецкой певицы Сандры, выпущенный в 2009 году.

## Об альбоме
Back to Life записан в Нью-Йорке, во время работы над ним Сандра сотрудничала с Томасом Андерсом (известным по работе в группе Modern Talking) и Тоби Гадом (известным по работе с исполнительницами Бейонсе, Ферги, Шакира и другими). В своём интервью 2009 года певица сообщала, что они с Андерсом дружат уже 25 лет, а их дома находятся по соседству друг с другом на испанском острове Ивиса, так что долго уговаривать его не пришлось. В том же интервью Сандра добавила, что Тоби Гад помогал ей записи ещё самых первых альбомов и обоим было интересно возобновить сотрудничество спустя много лет и посмотреть, что из этого выйдет.
Альбом спродюсирован Йенсом Гадом (старшим братом Тоби Гада). Ранее он продюсировал также два предыдущих студийных альбома The Wheel of Time и The Art of Love Братья исполнили большинство треков пластинки и обеспечили программирование инструментов. Помимо Андерса на диске также присутствуют вокальные партии О.Г. Мендеса в песне «Say Love» и Эль Фуджа, который исполнил рэп на «Always on My Mind». Три песни лонгплея были созданы без участия братьев Гад. Это вышеупомянутая «Say Love», написанная Агнес Карлссон, Фредериком Томандером и Андерсом Викстрёмом. Двое последних также спродюссировали данный трек. Продюсерами «Put Some 80ies in It» выступили Майкл Кунци, Туневерс и Зиппи Дэвидс, а «Never Before» была создана Акселем Брайтунгом, который также продюсировал эту песню.
Релиз включал 15 песен, большинство из которых написаны Тоби Гадом. Интернет-версия альбома имела два бонус-трека, доступных для цифровой загрузки. С альбома Back to Life было выпущено два сингла: «In a Heartbeat» и «The Night Is Still Young». Второй сингл является дуэтом Сандры и Томаса Андерса, на эту песню снят видеоклип.
Музыкальные обозреватели отмечали, что в отличие от предыдущей работы The Art of Love, которая была создана в трудный период в жизни Сандры (вскоре после развода с Михаэлем Крету), материал Back to Life имеет более оптимистичный настрой. Даже само название диска она предлагала трактовать как свой жизненный девиз. Пластинка на три недели попала в немецкий Offizielle Top 100, максимально поднявшись до 26-го места. В хит-параде Швейцарии диск занял 83-ю строчку.

## Список композиций
| №   | Название                                                  | Автор(ы)                                                                   | Длительность |
| --- | --------------------------------------------------------- | -------------------------------------------------------------------------- | ------------ |
| 1.  | «R U Feeling Me»                                          | Тоби Гад, Фейт Трент, Нина Оссовл                                          | 3:42         |
| 2.  | «Once in a Lifetime»                                      | Тоби Гад, Одри Мартель                                                     | 3:52         |
| 3.  | «In a Heartbeat»                                          | Тоби Гад, Джим Дайк                                                        | 3:37         |
| 4.  | «The Night Is Still Young» (дуэт Сандры и Томаса Андерса) | Тоби Гад, Одри Мартель                                                     | 3:20         |
| 5.  | «Just Like Breathing»                                     | Тоби Гад, Мадлен Стоун, Сэм Лорбер                                         | 3:15         |
| 6.  | «Never Before»                                            | Аксель Брайтунг                                                            | 3:46         |
| 7.  | «Always on My Mind»                                       | Тоби Гад, Кристин Штейв, Шайна Штейв                                       | 3:18         |
| 8.  | «Behind Those Words»                                      | Александр Герингас, Джейд Элл                                              | 3:04         |
| 9.  | «What If»                                                 | Тоби Гад, Джейдин Дуглас                                                   | 2:49         |
| 10. | «Say Love»                                                | Фредерик Томандер, Андерс Викстрём, Агнес Карлссон                         | 3:29         |
| 11. | «Put Some 80ies in It»                                    | Кристиан Кёнигседер, Александр Комлев, Каролина фон Брюнкен, Михаэль Кунци | 3:23         |
| 12. | «These Moments»                                           | Тоби Гад, Карлос син Морера                                                | 3:30         |
| 13. | «I Want You»                                              | Тоби Гад, Жаклин Неморен                                                   | 3:51         |
| 14. | «Tête à Tête»                                             | Сандра Лауэр, Йенс Гад, Фабрис Сьюдад                                      | 3:45         |
| 15. | «Who I Am»                                                | Тоби Гад, Уилла Форд                                                       | 4:06         |

| №   | Название           | Длительность |
| --- | ------------------ | ------------ |
| 16. | «Redis Moi»        | 3:42         |
| 17. | «Echo of My Heart» | 4:32         |

## Участники записи и технический персонал
Приведены по сведениям базы данных Discogs:
- Сандра — ведущий вокал, бэк-вокал, госпел-вокал (песня 3)
- Томас Андерс — мужской вокал (песня 4)
- О.Г. Мендес — дополнительный вокал (песни 10, 13)
- Марта Редборн — госпел-вокал (песня 3)
- Эль Фудж — исполнение рэпа (песня 7)
- Йенс Гад — продюсирование (песни 1—5, 7—17), программирование и музыкальное исполнение (песни 1—9, 11—17)
- Тоби Гад[англ.] — программирование и музыкальное исполнение (песни 1—9, 11—17)
- Олаф Менгес — со-продюсирование (песни 1—5, 7—10, 12—17)
- Аксель Брайтунг[нем.] — продюсирование (песня 6)
- Майкл Кунци — продюсирование (песня 11)
- Туневерс — продюсирование (песня 11)
- Зиппи Дэвидс — продюсирование (песня 11)
- Фредерик Томандер — программирование и музыкальное исполнение (песня 10)
- Андерс Викстрём — программирование и музыкальное исполнение (песня 10)
- Катя Хюбнер — художественное оформление
- Свен Синат — фотографии

## Позиции в хит-парадах
| Чарт (2009)                     | Высшая позиция | Длительность пребывания |
| ------------------------------- | -------------- | ----------------------- |
| Германия (Offizielle Top 100)   | 26             | 3 недели                |
| Чехия (ČNS IFPI)                | 47             | нет данных              |
| Швейцария (Schweizer Hitparade) | 83             | 1 неделя                |